# Catedral de San Antonio de Padua (Governador Valadares)
La Catedral de San Antonio de Padua (en portugués: Catedral Santo Antônio de Pádua) Es una iglesia católica situada en la ciudad de Governador Valadares, en el estado de Minas Gerais en el país sudamericano de Brasil. Dedicada a San Antonio de Padua, es la sede episcopal de la diócesis de Governador Valadares.
Se encuentra ubicada en la Plaza Manuel Nunes Coelho, en el centro de la ciudad.
La Capilla de San Antonio, construida entre 1910 y 1914, fue la base de la comunidad católica local y se convirtió en la sede de la Parroquia de San Antonio de Figueira do Rio Doce en 1915. En ese momento comenzó, propiamente la vida parroquial con registros fechados el 10 de noviembre del mismo año, firmadas por Frei Angélico de Campora Capuchinho. Hasta entonces había allí una capilla sencilla, también dedicada a San Antonio de Padua, construida alrededor de 1886. La construcción del actual templo tuvo lugar en 1924, bajo la coordinación del párroco para la época, Sady Rabelo. Desde la creación de la diócesis católica de Governador Valadares el 1 de febrero de 1956, el templo se convirtió en una catedral.